# Condado de Edmonson
El condado de Edmonson (en inglés: Edmonson County) es un condado en el estado estadounidense de Kentucky. En el censo de 2000 el condado tenía una población de 11.644 habitantes. Forma parte del área metropolitana de Bowling Green. La sede de condado es Brownsville. El condado fue fundado en 1826 y fue nombrado en honor al capitán John Edmonson, quien luchó en la Guerra de Independencia de los Estados Unidos y murió en la Batalla de Frenchtown durante la Guerra anglo-estadounidense de 1812.

## Geografía

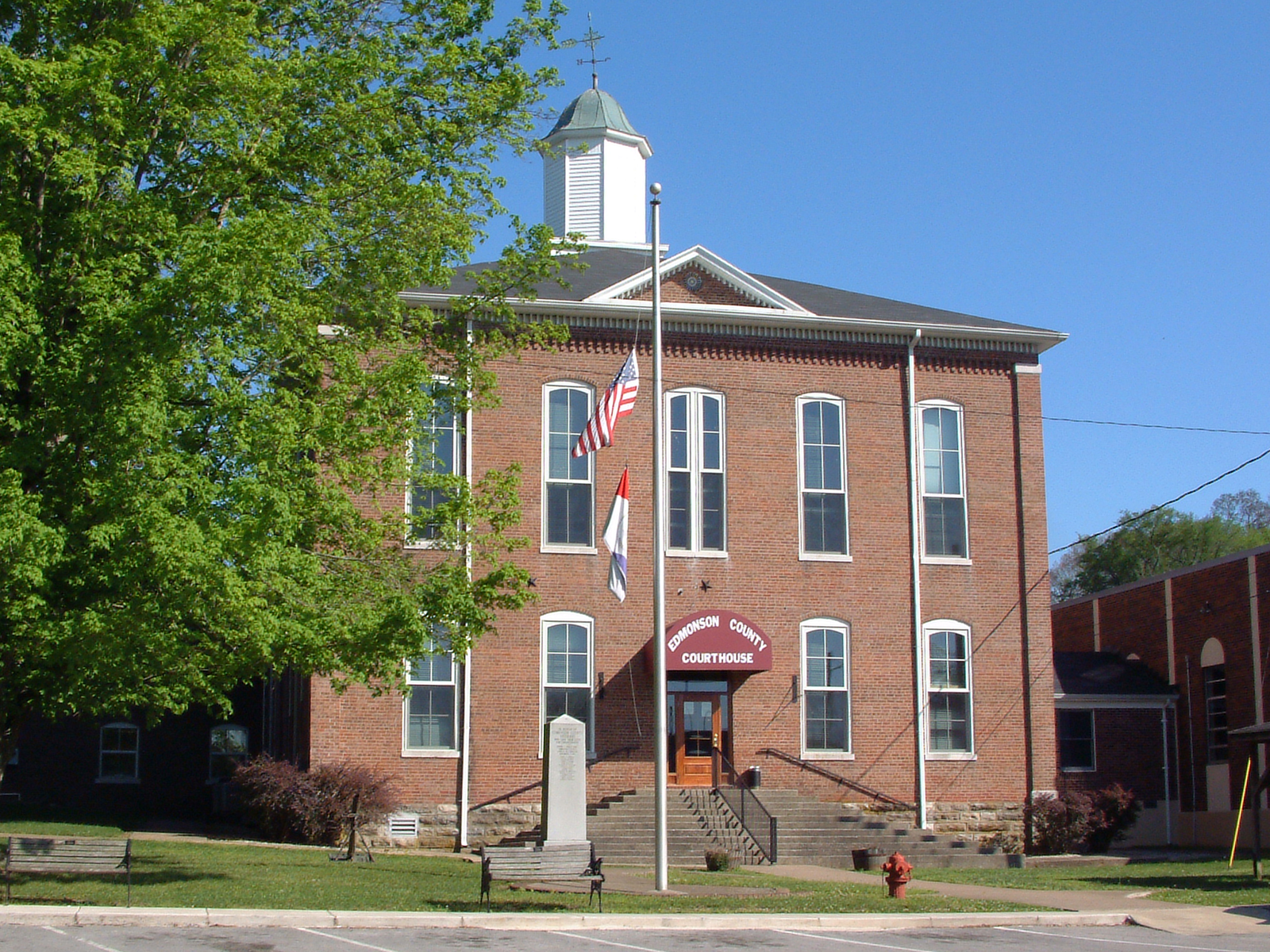
Juzgado del condado de Edmonson en Brownsville.

Según la Oficina del Censo, el condado tiene un área total de 798 km² (308 sq mi), de la cual 785 km² (303 sq mi) es tierra y 13 km² (5 sq mi) (1,75%) es agua.

### Condados adyacentes
- Condado de Grayson (norte)
- Condado de Hart (este)
- Condado de Barren (sureste)
- Condado de Warren (suroeste)
- Condado de Butler (oeste)

### Áreas protegidas nacionales
- Parque Nacional de Mammoth Cave

## Autopistas importantes
- Interestatal 65
- U.S. Route 31
- Ruta Estatal de Kentucky 70
- Ruta Estatal de Kentucky 101
- Ruta Estatal de Kentucky 185
- Ruta Estatal de Kentucky 259

## Demografía
En el  censo de 2000, hubo 11.644 personas, 4.648 hogares y 3.462 familias residiendo en el condado. La densidad poblacional era de 38 personas por milla cuadrada (15/km²). En el 2000 había 6.104 unidades unifamiliares en una densidad de 20 por milla cuadrada (8/km²). La demografía del condado era de 98,39% blancos, 0,58% afroamericanos, 0,44% amerindios, 0,07% asiáticos, 0,06% de otras razas y 0,46% de dos o más razas. 0,56% de la población era de origen hispano o latino de cualquier raza. 
La renta promedio para un hogar del condado era de $25.413 y el ingreso promedio para una familia era de $31.843. En 2000 los hombres tenían un ingreso medio de $26.770 versus $17.158 para las mujeres. La renta per cápita para el condado era de $14.480 y el 18,40% de la población estaba bajo el umbral de pobreza nacional.

## Ciudades y pueblos
| - Bee Spring - Big Reedy - Brownsville | - Cedar Spring - Chalybeate Spring - Pig | - Rocky Hill - Sunfish - Sweeden |